# Lyponia nigrohumeralis
Lyponia nigrohumeralis is een keversoort uit de familie netschildkevers (Lycidae). De wetenschappelijke naam van de soort werd in 1938 gepubliceerd door Maurice Pic.